# Kenji Gorré
Kenji Gorré (Spijkenisse, 29 september 1994) is een Nederlands voetballer, die doorgaans als aanvaller speelt. Hij verruilde medio 2018 Swansea City voor CD Nacional. Gorré debuteerde in 2019 in het Curaçaos voetbalelftal. Hij is een zoon van oud-voetballer Dean Gorré.

## Clubcarrière
Gorré werd in 1994 geboren in Spijkenisse, toen zijn vader Dean Gorré speelde voor Feyenoord. Gorré's vader werd geboren in Suriname, zijn moeder op de Nederlandse Antillen. In 2000 verliet het gezin Nederland voor Engeland, toen Dean Gorré van AFC Ajax transfereerde naar Huddersfield Town. In Engeland werd Gorré ontdekt en kwam hij te spelen in de jeugd van Manchester City en later Manchester United.
Gorré verruilde in 2013 de jeugd van Manchester United voor die van Swansea City. Hiervoor debuteerde hij op 24 mei 2015 in de Premier League, tegen Crystal Palace. Hij mocht na 84 minuten invallen voor Jefferson Montero. De wedstrijd werd beslist door een doelpunt van Crystal Palace-speler Marouane Chamakh. Gorré verlengde in juli 2015 zijn contract bij Swansea tot medio 2018. Swansea verhuurde Gorré gedurende het seizoen 2015/16 aan ADO Den Haag. In januari 2016 werd de huurovereenkomst wegens gebrek aan perspectief ontbonden. Swansea City verhuurde Gorré in juli 2016 voor zes maanden aan Northampton Town, op dat moment actief in de League One. Eind juni 2018 maakte hij de overstap naar het Portugese CD Nacional. In januari 2019 werd hij verhuurd aan GD Estoril-Praia en keerde aan het eind van het seizoen weer terug bij CD Nacional. In 2021 maakte hij de overstap naar Boavista FC.

## Clubstatistieken
| Seizoen     | Club                  | Competitie      | Competitie | Competitie | Competitie | Beker | Beker | Beker | Internationaal | Internationaal | Internationaal | Totaal | Totaal | Totaal |
| Seizoen     | Club                  | Competitie      | Wed.       | Dlp.       | Ass.       | Wed.  | Dlp.  | Ass.  | Wed.           | Dlp.           | Ass.           | Wed.   | Dlp.   | Ass.   |
| ----------- | --------------------- | --------------- | ---------- | ---------- | ---------- | ----- | ----- | ----- | -------------- | -------------- | -------------- | ------ | ------ | ------ |
| 2014/15     | Swansea City AFC      | Premier League  | 1          | 0          | 0          | 0     | 0     | 0     | —              | —              | —              | 1      | 0      | 0      |
| Club Totaal | Club Totaal           | Club Totaal     | 1          | 0          | 0          | 0     | 0     | 0     | 0              | 0              | 0              | 1      | 0      | 0      |
| 2015/16     | → ADO Den Haag        | Eredivisie      | 5          | 0          | 1          | 1     | 1     | 0     | —              | —              | —              | 6      | 1      | 1      |
| Club Totaal | Club Totaal           | Club Totaal     | 5          | 0          | 1          | 1     | 1     | 0     | 0              | 0              | 0              | 6      | 1      | 1      |
| 2016/17     | → Northampton Town FC | League One      | 13         | 1          | 1          | 5     | 0     | 0     | —              | —              | —              | 18     | 1      | 1      |
| Club Totaal | Club Totaal           | Club Totaal     | 13         | 1          | 1          | 5     | 0     | 0     | 0              | 0              | 0              | 18     | 1      | 1      |
| 2017/18     | Swansea City          | Premier League  | 0          | 0          | 0          | 0     | 0     | 0     | —              | —              | —              | 0      | 0      | 0      |
| Club Totaal | Club Totaal           | Club Totaal     | 1          | 0          | 0          | 0     | 0     | 0     | 0              | 0              | 0              | 1      | 0      | 0      |
| 2018/19     | CD Nacional           | Liga Portugal   | 11         | 1          | 0          | 4     | 0     | 1     | —              | —              | —              | 15     | 1      | 1      |
| Club Totaal | Club Totaal           | Club Totaal     | 11         | 1          | 0          | 4     | 0     | 1     | 0              | 0              | 0              | 15     | 1      | 1      |
| 2018/19     | → GD Estoril Praia    | Liga Portugal 2 | 14         | 3          | 2          | 0     | 0     | 0     | —              | —              | —              | 14     | 3      | 2      |
| Club Totaal | Club Totaal           | Club Totaal     | 14         | 3          | 2          | 0     | 0     | 0     | 0              | 0              | 0              | 14     | 3      | 2      |
| 2019/20     | CD Nacional           | Liga Portugal 2 | 20         | 2          | 1          | 1     | 0     | 0     | —              | —              | —              | 21     | 2      | 1      |
| 2020/21     | CD Nacional           | Liga Portugal   | 29         | 4          | 3          | 3     | 1     | 1     | —              | —              | —              | 32     | 5      | 4      |
| Club Totaal | Club Totaal           | Club Totaal     | 60         | 7          | 4          | 8     | 1     | 2     | 0              | 0              | 0              | 68     | 8      | 6      |
| 2021/22     | Boavista FC           | Liga Portugal   | 30         | 4          | 5          | 3     | 0     | 1     | —              | —              | —              | 33     | 4      | 6      |
| 2022/23     | Boavista FC           | Liga Portugal   | 24         | 1          | 6          | 2     | 1     | 0     | —              | —              | —              | 26     | 2      | 6      |
| Club Totaal | Club Totaal           | Club Totaal     | 54         | 5          | 11         | 5     | 1     | 1     | 0              | 0              | 0              | 59     | 6      | 12     |
| TOTAAL      | TOTAAL                | TOTAAL          | 147        | 16         | 19         | 19    | 3     | 3     | 0              | 0              | 0              | 166    | 19     | 22     |

## Interlandcarrière
Gorré speelde in 2010 twee interlands voor Nederland onder 16. Hij maakte in juni 2019 zijn debuut voor Curaçao.
| Interlands van Kenji Gorré voor Curaçao | Interlands van Kenji Gorré voor Curaçao | Interlands van Kenji Gorré voor Curaçao | Interlands van Kenji Gorré voor Curaçao | Interlands van Kenji Gorré voor Curaçao | Interlands van Kenji Gorré voor Curaçao |
| No.                                     | Datum                                   | Wedstrijd                               | Uitslag                                 | Competitie                              | Doelpunten                              |
| Als speler bij Estoril                  | Als speler bij Estoril                  | Als speler bij Estoril                  | Als speler bij Estoril                  | Als speler bij Estoril                  | Als speler bij Estoril                  |
| --------------------------------------- | --------------------------------------- | --------------------------------------- | --------------------------------------- | --------------------------------------- | --------------------------------------- |
| 1.                                      | 25 juni 2019                            | Jamaica – Curaçao                       | 1 – 1                                   | CONCACAF Gold Cup 2019                  |                                         |
| 2.                                      | 30 juni 2019                            | Verenigde Staten – Curaçao              | 1 – 0                                   | CONCACAF Gold Cup 2019                  |                                         |
| Als speler bij Nacional                 |                                         |                                         |                                         |                                         |                                         |
| 3.                                      | 10 september 2019                       | Haïti – Curaçao                         | 1 – 1                                   | CONCACAF Nations League 2019/20         |                                         |
| 4.                                      | 13 oktober 2019                         | Costa Rica – Curaçao                    | 0 – 0                                   | CONCACAF Nations League 2019/20         |                                         |

Bijgewerkt t/m 13 oktober 2019